# عاصمة الثقافة العربية (المنامة)
تنطلق احتفالية المنامة عاصمة الثقافة العربية لعام 2012 في 2 فبراير بعرض فني عنوانه «طريق اللؤلؤ» برعاية الملك حمد بن عيسى آل خليفة ممثلا بولي العهد الأمير سلمان بن حمد، وحضور مجموعة من وزراء البحرين ووزراء الثقافة العرب ومدعوين وإعلاميين من مختلف الجنسيات.

## وصلات خارجية
- جدل مع احتفالية المنامة عاصمة للثقافة